# Pteronarcys pictetii
Pteronarcys pictetii är en bäcksländeart som beskrevs av Hagen 1873. Pteronarcys pictetii ingår i släktet Pteronarcys och familjen Pteronarcyidae. Inga underarter finns listade i Catalogue of Life.

## Bildgalleri

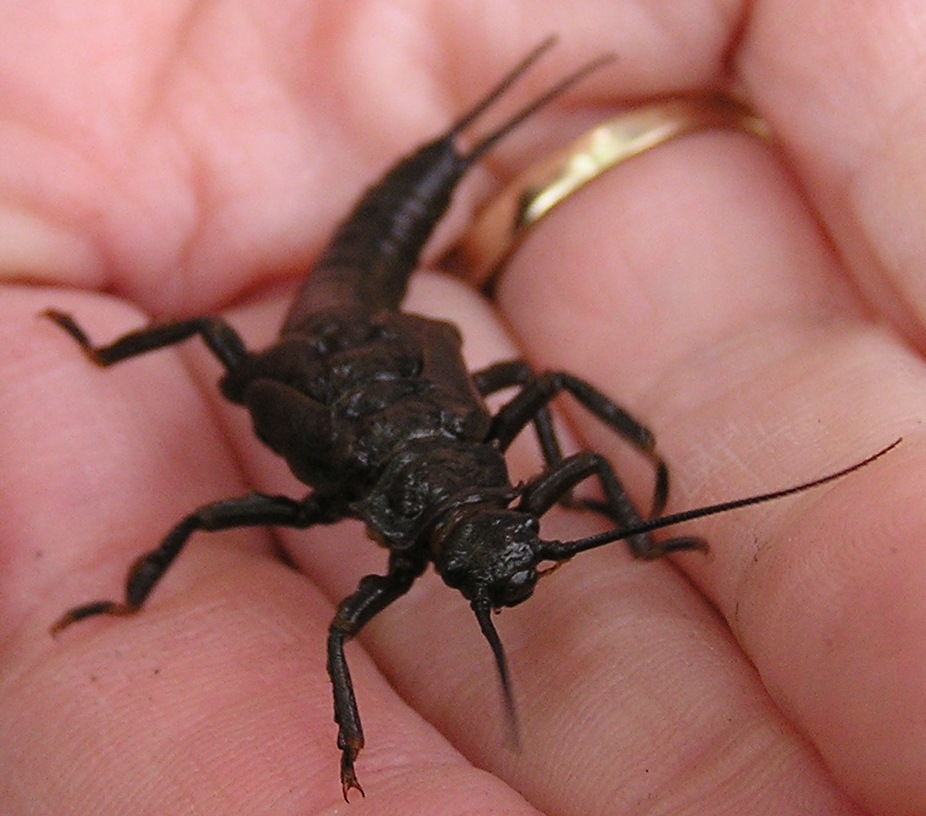
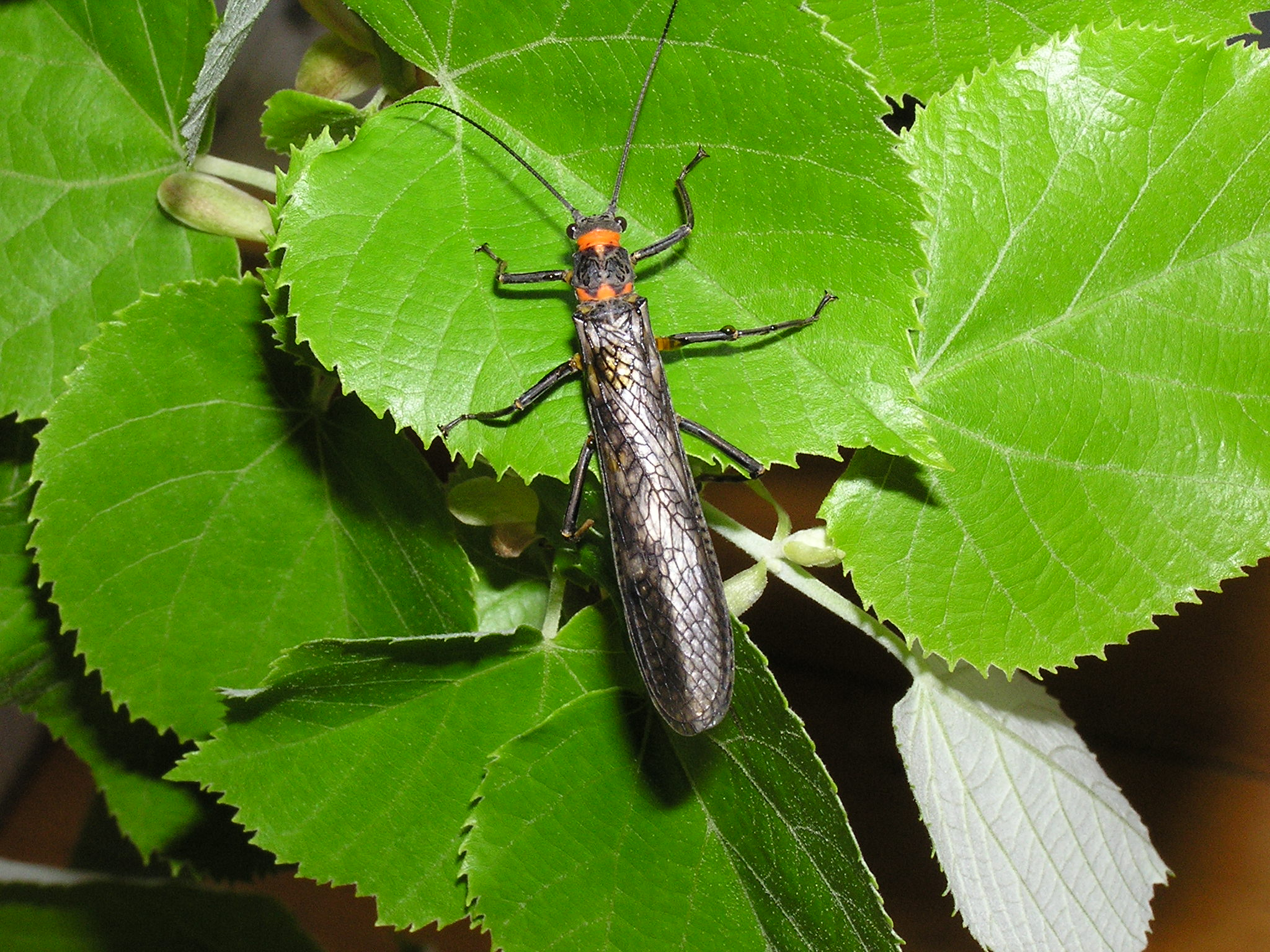